# Catch Me If You Can
 Catch Me If You Can és una comèdia dramàtica estatunidenca dirigida per Steven Spielberg i estrenada el 2002.

## Argument
En els anys 1960, el jove Frank Abagnale, Jr. és un campió de la usurpació d'identitat. Usant hàbils estratagemes, multiplica les estafes i és activament buscat per l'FBI.
1969. En una presó francesa, l'agent de l'FBI Carl Hanratty és encarregat de l'extradició de Frank Abagnale, Jr.. Aquest últim, cercat per la justícia estatunidenca per haver estafat diversos milions de dòlars usurpant diverses identitats, està malalt i intenta evadir-se de la presó. Per comprendre per què el jove ha esdevingut el més gran falsari dels anys 1960, cal tornar sis anys enrere, quan adolescent, Frank vivia amb el seu pare i la seva mare, d'origen francès. Després que al seu pare li van refusar un préstec, són obligats a traslladar-se a un pis. Però el jove descobreix que la seva mare té una relació adúltera amb un altre home i, després de fer-se passar per a un professor, fuig, horroritzat, de casa seva, mentre que els seus pares preparen el seu divorci. Aquesta desgràcia és el desencadenant del que serà Frank. Com que va curt de diners, l'adolescent decideix fer-se passar per un pilot d'avió estafant una companyia aèria de prop de 2 milions de dòlars.
Hanratty s'encarrega de l'assumpte, malgrat els seus superiors, que no el volen en un tema sense importància, segons ells. Però l'agent federal portarà fins al final l'acorralament del jove falsificador...

## Repartiment
- Leonardo DiCaprio: Frank Abagnale, Jr.
- Tom Hanks: l'agent de l'FBI Carl Hanratty
- Christopher Walken: Frank Abagnale, Sr.
- Martin Sheen: Roger Strong
- Nathalie Baye: Paula Abagnale, la mare de Frank
- Amy Adams: Brenda Strong
- James Brolin: Jack Barnes
- Brian Howe: Earl Amdursky
- Frank John Hughes 	: Tom Fox
- Steve Eastin: Paul Morgan
- Chris Ellis: l'agent de l'FBI Witkins
- John Finn: Marsh, l'ajudant del director de l'FBI
- Jennifer Garner: Cheryl Ann
- Nancy Lenehan: Carol Strong
- Ellen Pompeo: Marci
- Elizabeth Banks: Lucy
- Guy Thauvette: Warden Garren
- Candice Azzara: Darcy
- Matthew Kimbrough: Loan Officer
- Joshua Boyd: el jugador de Futbol
- Kaitlin Doubleday: Joanna
- Kelly Mcnair: Noia #1
- Jonathan Dankner: Estudiant #1
- Maggie Mellin: Professor
- Thomas Kopache: Principal Evans
- Margaret Travolta: Ms. Davenport
- Jimmie F Skaggs: Cambrer
- Alex Hyde-White: Mr. Kesner
- Lilyan Chauvin: Mrs. Lavalier
- Eugene Fleming: Ticket Clerk
- Robert Ruth: amo de l'hotel
- Jennifer Manley: Ashley
- James Morrison: Pilot
- Robert Symonds: Mr. Rosen

## Al voltant de la pel·lícula[1]
- Jennifer Garner va rodar les seves escenes en una jornada.
- En principi, Gore Verbinski havia de dirigir la pel·lícula, però Leonardo DiCaprio va haver de tornar a rodar algunes escenes de Gangs of New York, de Martin Scorsese, i el director es va desdir del projecte. James Gandolfini havia d'encarnar el paper de Carl Hanratty, finalment es va retirar del projecte, a causa de la pròrroga del rodatge. El paper serà atorgat a Tom Hanks.
- Amy Adams i Ellen Pompeo, que actuen a la pel·lícula, tenen un punt en comú: han interpretat amb Patrick Dempsey. La primera a la pel·lícula Hi havia una vegada, el 2007, i el segon en la sèrie de televisió Grey's Anatomy, des de 2005.
- Catch Me If You Can ha estat parodiada per la sèrie d'animació Els Simpson, en l'episodi Catch Me If You Can. La persecució entre els nens i els pares reprèn l'estètica del genèric inicial d'aquesta pel·lícula.
- Si Catch Me If You Can és la segona pel·lícula que Tom Hanks roda sota la direcció de Steven Spielberg després de Saving Private Ryan (1998), ja han col·laborat junts abans: el 1990, el director va produir Joe contra el volcà, amb Hanks com a protagonista i el 2001, coproduïa la sèrie Band of Brothers.
- Tom Hanks i Amy Adams, que no tenen més que una curta escena junts a Catch Me If You Can, es van trobar el 2007 per a La guerra d'en Charlie Wilson.
- El verdader Frank Abagnale, Jr. fa una breu aparició a la pel·lícula, fent de policia francès.
- La pel·lícula conté diverses referències al còmic Flash del qual l'heroi n'és seguidor. El paper pintat de la seva cambra és de l'efígie del Llampec Escarlata, es veuen diversos números durant la pel·lícula i l'heroi es fa passar per l'inspector Barry Allen en la seva primera trobada amb Carl Hanratty. Fins i tot el títol de la pel·lícula és una referència a l'heroi: Catch me if you can és una frase pronunciada sovint pel superheroi.

## Comparacions amb el llibre
Respecte als esdeveniments descrits al llibre de Frank Abagnale, es pot dir que la pel·lícula és basada en esdeveniments reals, però no és una adaptació fidedigna. Els noms dels diferents protagonistes així com moltes de les seves maquinacions són idèntiques a la realitat, però la manera com les ha realitzat són sovint diferent.
La vida sexual d'Abagnale n'és un exemple. A la pel·lícula, Abagnale té una o dues relacions. En realitat, ha tingut molt nombroses relacions amb dones que trobava mentre es feia passar per metge, advocat o pilot de línia.
Mentre que es fa passar per metge, Abagnale se’n va de l'hospital voluntàriament. En la realitat, s'espanta fins al punt de fugir després d'haver deixat pràcticament un bebè morir d'asfíxia (Abagnale no ho va saber fins que les infermeres li van anunciar que era un blue baby). Abagnale va ser capaç de trucar la majoria de les seves tasques de metge abans de l'esmentada, deixant els interns o les infermeres ocupar-se dels malalts que eren atesos a l'hospital.
Fent-se passar per metge, Abagnale té una relació romàntica amb una infermera que és més gran que ell al llibre. A la pel·lícula, la dona amb qui es promet sembla més jove. A la pel·lícula, ho confessa tot a aquesta dona, i li demana que fugi amb ell, per finalment trobar-se a l'Aeroport de Miami on l'FBI intenta enxampar-lo, i que l'ha traït per tant. En realitat, la dona que el traeix és una hostessa.
Una de les proeses relatades a la pel·lícula és la fabricació de xecs a França. Abagnale és mostrat fabricant els xecs ell mateix. De fet, és el pare d'una de les seves conquestes del moment qui imprimia els xecs. Propietari d'una impremta, ignorava que imprimia xecs fraudulents (Abagnale li havia mentit astutament).
La pel·lícula tracta la captura d'Abagnale a França d'una manera poc realista amb nombrosos cotxes de policia acorralant-lo. La policia francesa sembla sobreexcitada, es presta a disparar a Abagnale al menor moviment; l'agent de l'FBI convenç llavors Abagnale de rendir-se. De fet, Abagnale va ser capturat tranquil·lament en una botiga a Montpeller, per dos policies d'uniforme.
A la pel·lícula, Abagnale es cansa ràpidament del ritme rutinari de les seves jornades a l'FBI, després del seu alliberament de la presó. S'escapa llavors un divendres a la tarda abans de reaparèixer el dilluns següent. No hi ha cap rastre d'aquest esdeveniment al llibre. Mai va passar probablement, és una invenció dels guionistes. Tanmateix, Abagnale es va escapar realment de l'avió que el portava als Estats Units així com de la primera presó en la qual va estar detingut.
La relació entre Abagnale i l'agent de l'FBI a la pel·lícula no és en absolut tractada al llibre. El llibre evoca l'agent principal responsable d'aquest assumpte, però cap contacte no va tenir lloc entre els dos homes abans de la tornada als Estats Units després de la captura.